# Cap de Gos
El Cap de Gos és una muntanya de 986 metres que es troba al municipi d'Horta de Sant Joan, a la comarca de la Terra Alta.
Fa part de les Roques de Benet, un conjunt monolític de roca conglomerada calcària al Massís del Port.